# Psychopathia Sexualis

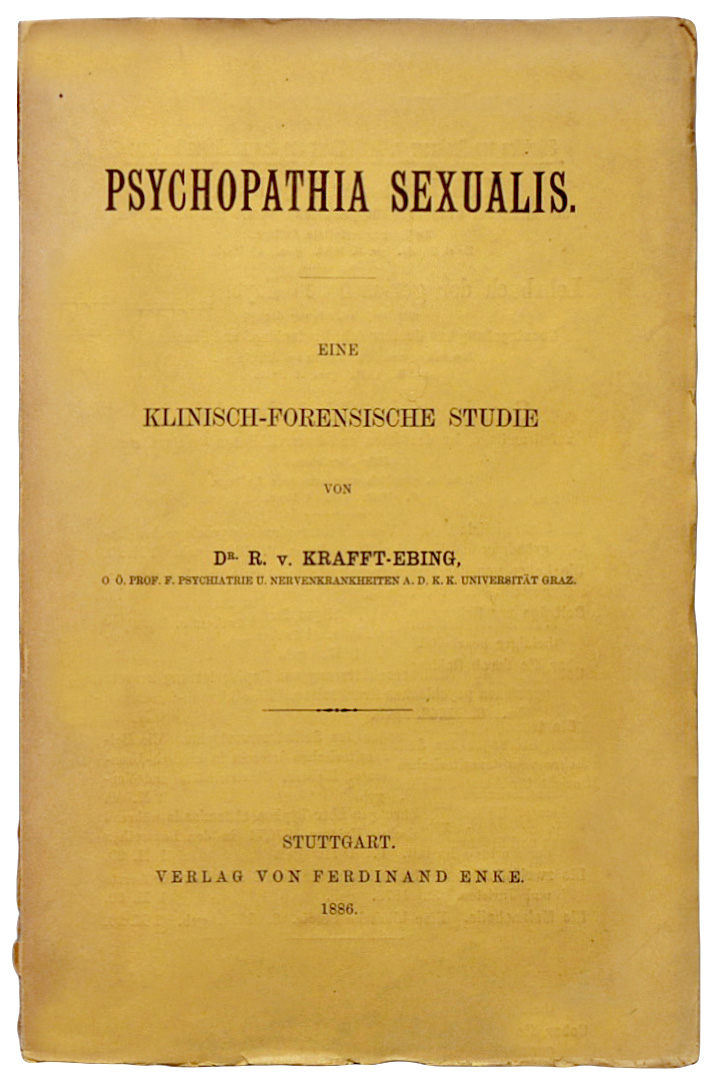
Capa da primeira edição de 1886.

Psychopathia Sexualis (Psicopatia do sexo) é uma obra do psiquiatra alemão Richard von Krafft-Ebing (1840-1902) publicada em 1886. O livro foi escrito com a intenção de se tornar uma referência legista para médicos e juízes, e também com a intenção de evitar que fosse lido por amadores, de modo que o estilo é muito especializado, como demonstra, entre outras coisas, a eleição de um tecnicismo como título e a redação de diversas seções em latim. Apesar disso, a obra se tornou muito popular e atingiu várias edições, sendo traduzida a diversos idiomas.
Na primeira edição de 1886, Krafft-Ebing divide os desvios sexuais em quatro categorias:
- paradoxo, ou o desejo sexual experimentado em etapas da vida equivocadas, isto é, infância ou velhice.
- anestesia, falta de desejo.
- hiperestesia, desejo excessivo.
- paraestesia, desejo sexual sobre um objeto errôneo. Ele inclui aqui a homossexualidade, o fetichismo, o sadismo, o masoquismo.

Krafft-Ebing acreditava que o objetivo do desejo sexual é a procriação e que qualquer forma de desejo que não tivesse esta como fim último seria uma perversão. A violação, por exemplo, era para ele um ato aberrante, mas não uma perversão, pois dela poderia derivar-se a gravidez.